# 謝礼
| ウィキペディアには「謝礼」という見出しの百科事典記事はありません（タイトルに「謝礼」を含むページの一覧/「謝礼」で始まるページの一覧）。 代わりにウィクショナリーのページ「謝礼」が役に立つかもしれません。 |